# Alectona mesatlantica
Alectona mesatlantica är en svampdjursart som beskrevs av Jean Vacelet 1999. Alectona mesatlantica ingår i släktet Alectona och familjen Alectonidae.
Artens utbredningsområde är havet utanför Brasilien. Inga underarter finns listade i Catalogue of Life.